# 艾閣阿拉伯

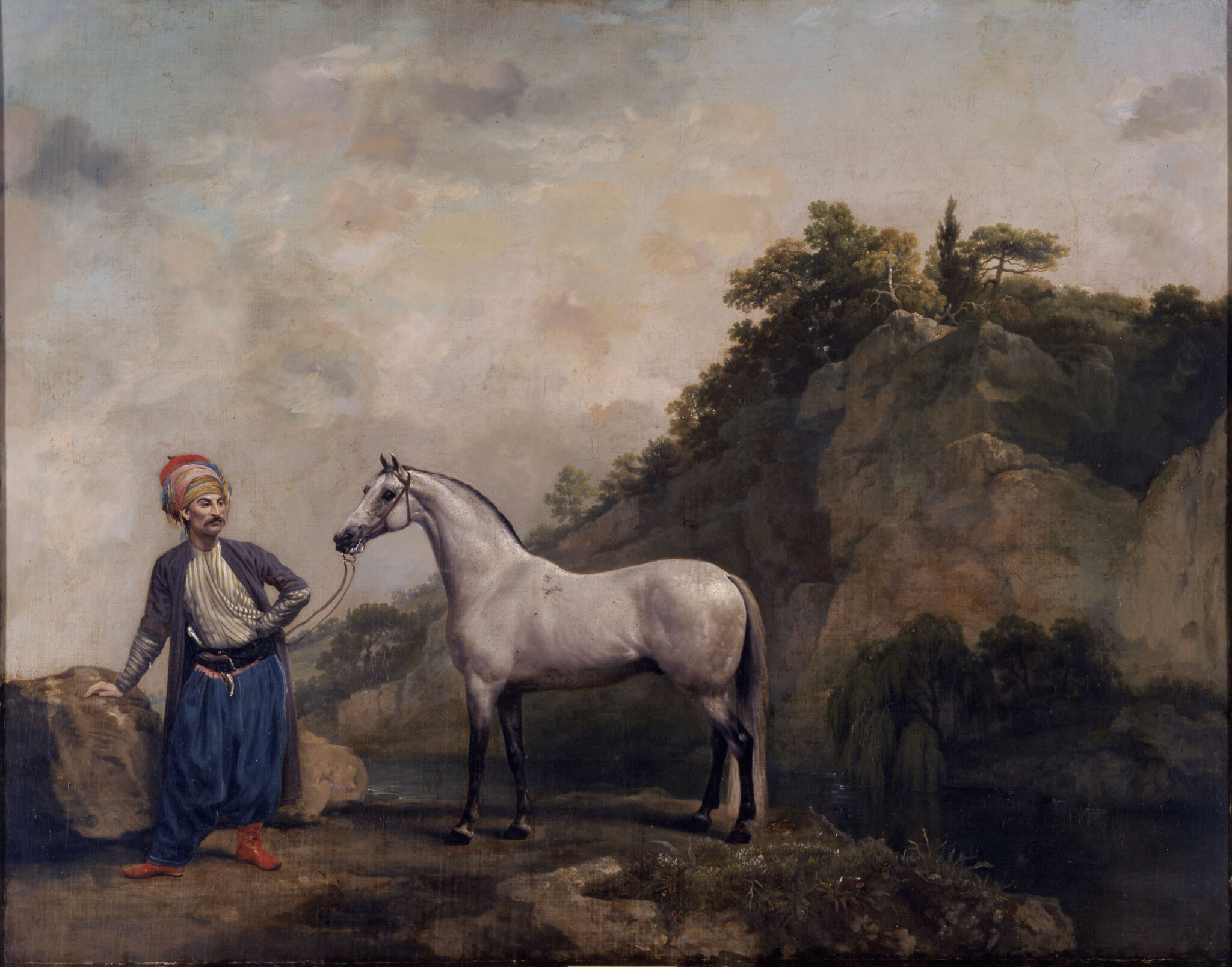
艾閣阿拉伯

艾閣阿拉伯（Alcock Arabian, Alcock's Arabian, Pelhams Grey Arab）1700年出生的阿拉伯馬，根據育馬大全(General Stud Book)記載，艾閣阿拉伯為102匹阿拉伯馬，巴布馬等的東方馬引入英國用作配種馬的其中之一。有傳是由中東君士坦丁堡進口往英國，亦有傳是在英國出生的，牠父親是巴布馬卻雲棗巴布(Curwen's Bay Barb)，由於年代久遠資料不全未能證實。

## 配種成績
牠在英國配種後有多匹產馬駒，其中以兒子瑰珀作為種馬後取得很高的評價，瑰珀於1748-50年間成為英國種馬冠軍，

## 血統遺傳
瑰珀的曾孫Aimwell更成為唯一一匹非三大始祖的父線子嗣取得葉森打比冠軍，成為三大始祖以外最成功的父系種馬。
但是由於遺傳病的問題，漸漸地被育馬者淘汰，到今天其直系父線子嗣已絕跡了，但可從母線中找到牠的後代。
還有，現今基乎所有灰色的純種馬遺傳基因，都是來自艾閣阿拉伯及瑰珀父子的。

## 外部連結
- 血統表 （页面存档备份，存于）
- 血統表 （页面存档备份，存于）
- Thoroughbred Heritage - Historic Sires （页面存档备份，存于）
- Thoroughbred Bloodlines - Arabians, Barbs & Turks （页面存档备份，存于）

## 註腳
1. ↑  .   [2011-10-15]. （原始内容存档于2020-02-17）.
2. ↑  .   [2011-10-15]. （原始内容存档于2020-02-18）.